# Erysimum nabievii
Erysimum nabievii là một loài thực vật có hoa trong họ Cải. Loài này được Adylov mô tả khoa học đầu tiên năm 1973.